# Karol Świderski
Karol Grzegorz Świderski (Rawicz, 23 de janeiro de 1997) é um futebolista polonês que atua como atacante. Atualmente joga pelo Panathinaikos.

## Carreira no clube

### Jagiellonia Białystok
Świderski começou sua carreira na academia de juniores do Rawia Rawicz. De 2012 a 2014, ele esteve na escola de esportes do UKS SMS Łódź. Então, em 2014, ele passou a jogar pelo Jagiellonia Białystok, da Ekstraklasa, jogando pela primeira vez na equipe de juniores. Ele finalmente começou a jogar exclusivamente na equipe principal na temporada 2016–17.
Świderski tinha apenas 17 anos quando fez sua estreia na Ekstraklasa pelo Jagiellonia em 23 de agosto de 2014, em uma derrota por 3–1 contra o Śląsk Wrocław. Em 3 de junho de 2015, em uma partida fora de casa, ele marcou seu primeiro gol profissional contra o Pogoń Szczecin aos 80 minutos, em uma vitória por 3–1.
A estreia de Świderski em competições da UEFA aconteceu em 2 de julho de 2015, onde ele marcou e venceu o jogo pelo Jagiellonia na vitória por 1 a 0 sobre o Kruoja Pakruojis. Ele também jogou na partida de volta, que o Jagiellonia venceu por 8 a 0 e marcou aos 4 minutos.

### PAOK
Em 20 de janeiro de 2019, o PAOK confirmou a contratação de Świderski, assinando um contrato de 3,5 anos com o atacante polonês por uma taxa de transferência de €2 milhões. Ele estreou pelo clube em 27 de janeiro de 2019, sendo substituído aos 81 minutos por Omar El Kaddouri. No dia 30 de janeiro de 2019, o primeiro gol de Świderski veio aos 87 minutos, após sair do banco para Dimitris Limnios. Em 18 de fevereiro de 2019, Świderski marcou como substituto na vitória por 5 a 1 fora de casa contra o Apollon Smyrni. Em 10 de março de 2019, ele marcou na vitória em casa por 3 a 0 sobre o Atromitos. Em 21 de abril de 2019, ele marcou o gol final na vitória por 5 a 0 sobre o Levadiakos, que confirmou o primeiro título da liga do PAOK em 34 anos.
Em 25 de agosto de 2019, ele marcou seu primeiro gol na temporada 2019–20 de cabeça, abrindo o placar, em uma vitória em casa por 2–1 contra o Panetolikos, e uma semana depois, ele marcou novamente em um 2– 1 vitória em casa contra o Panionios. Em 29 de agosto, ele marcou após uma assistência de Rodrigo Soares na vitória do PAOK sobre o Slovan Bratislava na partida de volta do play-off da Liga Europa, mas foi eliminado devido aos gols fora de casa depois que o placar terminou em 3–3 no agregado. Em 29 de setembro de 2019, ele marcou os dois gols do PAOK no empate de 2 a 2 com o AEK Atenas.
Em 4 de outubro de 2020, ele marcou dois gols nos últimos 3 minutos do jogo, selando uma vitória triunfante por 3 a 0 em casa contra o OFI. Em 31 de janeiro de 2021, ele marcou dois gols na vitória por 5 a 0 em casa contra o Panetolikos.
Em 19 de janeiro de 2022, o PAOK aceitou a oferta de €5 milhões do Charlotte FC, clube da MLS, por Świderski. Świderski disputou 28 partidas nesta temporada, marcando 4 gols e 3 assistências. Em sua última partida pelo clube, o atacante entrou no jogo como reserva, no clássico da Copa da Grécia contra o AEK Atenas.

### Charlotte FC
Em 26 de janeiro de 2022, o Charlotte FC anunciou a assinatura de Karol Świderski para um contrato de Jogador Designado até a temporada de 2025 com opção para 2026. O internacional polonês de 25 anos ocupará uma vaga de jogador internacional do clube.

## Carreira internacional

### Sub-18
Świderski foi convocado em março de 2015 pelo técnico da seleção polonesa Sub-18, Rafał Janas, para disputar a Copa da Federação Sub-18 da LFF. Ele fez sua estreia contra a Geórgia, a Polônia venceu por 1–0. Świderski jogou novamente e marcou seu primeiro gol aos 9 minutos contra a Letônia, onde a partida terminou empatada em 1–1.

### Sub-19
Świderski fez sua estreia pela equipe Sub-19 em 5 de setembro de 2015, em um amistoso contra o País de Gales, que terminou com um empate de 1 a 1. Ele jogou dois amistosos contra a Eslovênia, marcando os dois gols na primeira partida, que terminou com um empate de 2 a 2. Continuou a boa forma nas eliminatórias do Campeonato Europeu Sub-19 em Chipre contra Bulgária, Chipre e Luxemburgo, marcando 3 gols.

### Seleção principal
Em 15 de março de 2021, Świderski foi convocado pela primeira vez para a seleção polonesa para disputar as eliminatórias para a Copa do Mundo FIFA de 2022. Estreou na partida contra Andorra, sendo substituído por Robert Lewandowski aos 63 minutos. Ele também marcou seu gol de estreia pelo seu país no mesmo jogo aos 88 minutos. Mais tarde, ele foi incluído na seleção polonesa para o Campeonato Europeu de Futebol de 2020.

## Estatísticas
Placar e resultados listam a contagem de gols da Polônia primeiro.
| No. | Data                   | Local                                        | Adversário    | Placar | Resultado | Competição                                      |
| --- | ---------------------- | -------------------------------------------- | ------------- | ------ | --------- | ----------------------------------------------- |
| 1   | 28 de março de 2021    | Stadion Wojska Polskiego, Varsóvia, Polônia  | Andorra       | 3–0    | 3–0       | Eliminatórias para a Copa do Mundo FIFA de 2022 |
| 2   | 8 de junho de 2021     | Stadion Miejski, Poznań, Polônia             | Islândia      | 2–2    | 2–2       | Amistoso                                        |
| 3   | 5 de setembro de 2021  | Estádio San Marino, Serravalle, San Marino   | San Marino    | 2–0    | 7–1       | Eliminatórias para a Copa do Mundo FIFA de 2022 |
| 4   | 9 de outubro de 2021   | Stadion Narodowy, Varsóvia, Polônia          | San Marino    | 1–0    | 5–0       | Eliminatórias para a Copa do Mundo FIFA de 2022 |
| 5   | 12 de outubro de 2021  | Arena Kombëtare, Tirana, Albânia             | Albânia       | 1–0    | 1–0       | Qualificação para a Copa do Mundo FIFA de 2022  |
| 6   | 15 de novembro de 2021 | Stadion Narodowy, Varsóvia, Polônia          | Hungria       | 1–1    | 1–2       | Qualificação para a Copa do Mundo FIFA de 2022  |
| 7   | 1 de junho de 2022     | Stadion Wrocław, Wrocław, Polônia            | País de Gales | 2–1    | 2–1       | Liga das Nações da UEFA A de 2022–23            |
| 8   | 25 de setembro de 2022 | Cardiff City Stadium, Cardiff, País de Gales | País de Gales | 1–0    | 1–0       | Liga das Nações A da UEFA de 2022–23            |

## Títulos
PAOK
- Campeonato Grego de Futebol: 2018–19
- Copa da Grécia: 2018–19, 2020–21[30]

## Ligaçõe externas
- «Perfil de Karol Świderski». em Soccerway